# Amphiprion latifasciatus
Amphiprion latifasciatus és una espècie de peix de la família dels pomacèntrids i de l'ordre dels perciformes.

## Morfologia
- Els mascles poden assolir 13 cm de llargària total.[4][5]

## Hàbitat
Viu en zones de clima tropical (10°S-27°S), associat als esculls de corall, a 1-12 m de fondària i en simbiosi amb l'anemone Stichodactyla mertensii.

## Distribució geogràfica
Es troba a l'oest de l'oceà Pacífic: Comores i Madagascar.